# Neoitamus mistipes
Neoitamus mistipes är en tvåvingeart som först beskrevs av Macquart 1850.  Neoitamus mistipes ingår i släktet Neoitamus och familjen rovflugor. Inga underarter finns listade i Catalogue of Life.